# Fuerte Noveno

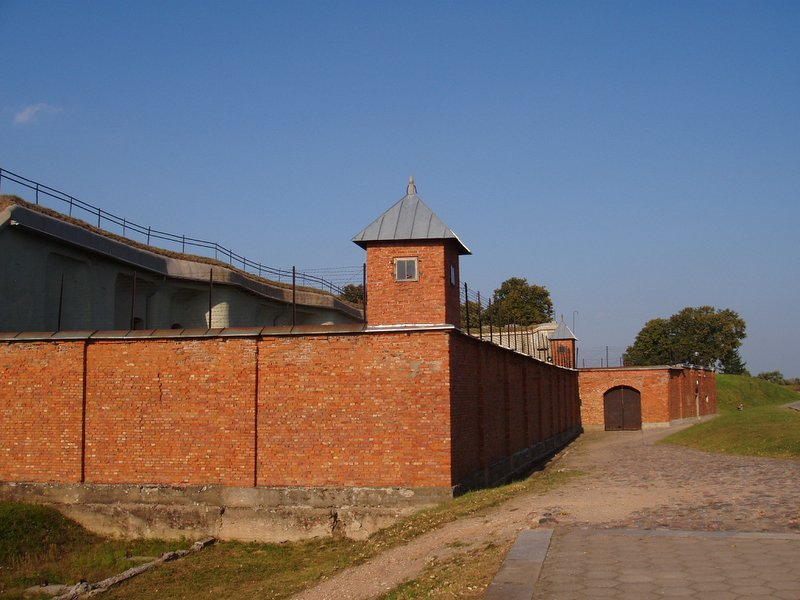
Visión exterior de la fortaleza.

Fuerte Noveno (en lituano: «Devintas Fortas») es una fortaleza situada en el norte del seniūnija (aproximadamente, "municipio") de Kaunas en Lituania. Fue construido entre 1902 y 1914. Forma parte de la llamada fortaleza de Kaunas y fue el noveno fuerte construido en la región, de ahí su nombre.
Entre 1914 y 1924 se usó como fuerte militar, y después de 1924 se convirtió en prisión.
En los años bajo control soviético fue usado como prisión política del NKVD y estación de paso para los prisioneros destinados a un Gulag.
Cuando el ejército alemán ocupó la zona durante la Segunda Guerra Mundial, en 1941, el fuerte fue utilizado como campo de concentración y de exterminio para judíos, rusos y otros prisioneros. El campo, que fue siempre comandado por Karl Otto Koch, fue clausurado al año siguiente. Se calcula que murieron en él más de 30.000 prisioneros como parte del holocausto en Lituania.
Desde 1958 hasta la actualidad el fuerte aloja un museo con exposiciones sobre la historia del fuerte y del país.
En 1984 se erigió un monumento de 32 metros de altura en recuerdo a las víctimas del campo de exterminio. En 1991 se construyó un memorial para los "50.000 rusos, judíos, lituanos y otros" que murieron en el campo de exterminio del fuerte.